# Беллунский кодекс

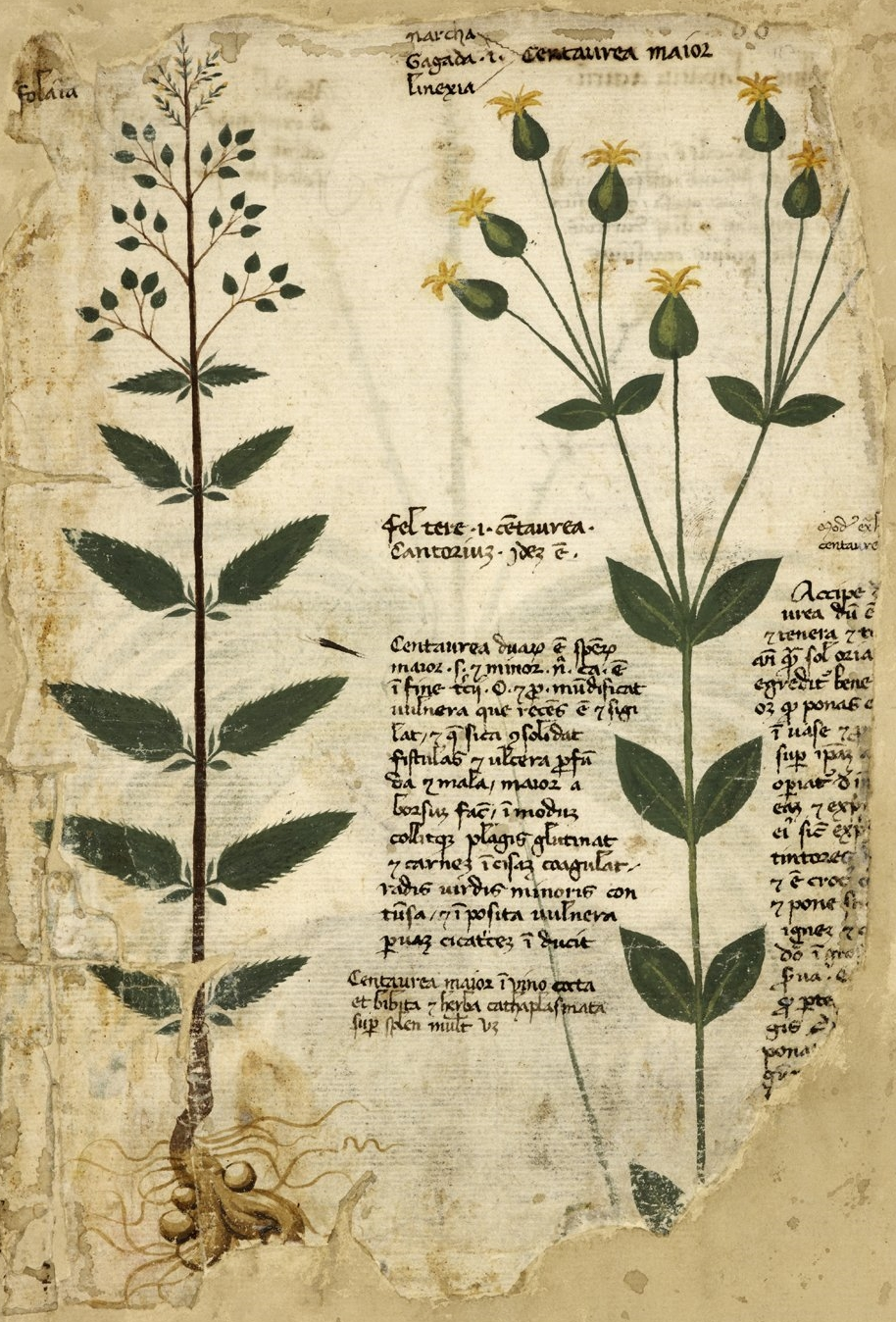
Вербейник (?; Centaurea maior) из Беллунского кодекса

Беллунский кодекс (лат. Codex bellunensis) — анонимный рукописный ботанический атлас начала XV века. Хранится в Британской библиотеке (сигл Add. 41623). Содержит рисунки и описания около 200 растений, произрастающих в Северной Италии (около города Беллуно).

## Переиздание
- Enrico Vettorazzo, Giordana Canova Mariani, edd., Codex Bellunensis: erbario bellunese del 15. secolo, Londra, British Library Add. 41623: facsimile e commentario. Feltre: Parco nazionale dolomiti bellunesi, 2006; (описание Архивная копия от 11 августа 2018 на Wayback Machine)